# 黃色魔術交響樂團
黃色魔術交響樂團（英語：Yellow Magic Orchestra，簡稱YMO），是日本音樂家坂本龍一（鍵盤手、主唱）、細野晴臣（貝斯手、鍵盤手、主唱）以及高橋幸宏（鼓手、主唱）於1978年所組建的前衛時髦電子合成樂團。該樂團在1980年代晚期和1990年代早期對迷幻浩室和電子音樂運動有著開創式的世界影響，另類前衛時尚風格也令人側目卻大受歡迎。他們經常使用合成器、取样器、音序器、鼓機、電腦和數位音訊技術作為音樂製作，並被被認為在多種電子流派的發展中具有關鍵地位，包括合成器流行、日本流行音樂、電音放克和鐵克諾，同時在作品中以探索顛覆性的社會政治為主題。
在成立YMO之前，三位團隊都是音樂界的資深人士，他們的靈感來源來自不拘一格的資源，包括富田勳和電力站樂團的電子音樂、日本傳統音樂、街機遊戲、放克音樂以及乔治·莫罗德尔的迪斯科作品。他們於1978年發布首部專輯，並進入英國專輯榜前20名，在美國售出超過400,000張唱片。在早期的錄音和表演，樂隊經常由程序員松武秀樹協助伴奏。在1984年暫停活動之前，該樂隊發行了幾張專輯。在隨後的幾十年裡，他們曾多次短暫重聚、復出。

## 概述
Yellow Magic Orchestra的名字來自於細野晴臣在70年代後期主導的「Yellow Magic」概念。這一種既不是白魔法（象徵善），也不是黑魔法（象徵惡），全是黃色人種創作的電子合成樂。按以人種來詮釋音樂魔法的說法來講即為「黃種神奇」（Yellow Magic）。細野在YMO之外也使用過的說法，在Tin Pan Alley中的曲子「Yellow Magic Carnival」以及在細野的專輯的作者署名「Harry細野和Yellow Magic樂隊」。另外，細野為坂本龍一的專輯『千のナイフ』所寫的撰稿文中也有「Yellow Magic」的描述。
作為80年代初興起的新浪潮／鐵克諾運動中眾多樂團之一，YMO以使用電腦和合成器進行創作的嶄新的音樂風格，從1978年組團開始到1983年「散開」（YMO在第一次解散時的演出）的五年間席捲全日本。在這期間YMO也在歐美發行了專輯並且舉辦了巡迴演出，使YMO在歐美地區也成為了頗具影響力的音樂人。YMO在1983年的「散開」后經歷了1993年的「再生」（YMO第一次重組演出）和2007年的第二次重組。
在當時，使用電腦和合成器製作音樂的有德國著名的電子樂隊發電廠樂團，以這種方式進行音樂製作是很特別的。在這樣時代背景下出現的YMO，在當時的日本受到極大的歡迎與注意。而在1978年，隨著YMO的組成；發電廠樂團的專輯《The Man-Machine》的發行以及也使用合成器進行音樂創作的DEVO專輯《Q:Are We Not Men? A:We Are Devo!》（日本發售版本譯作：頽廃的美学論）的發售，1978年也被一些電子樂迷稱為“Techno元年”。
YMO對英、美等國家的音樂界也產生了影響，如「U・T」（收錄于專輯《BGM》）、「RIOT IN LAGOS」等，被後來的英美音樂界定位為Trance音樂、鐵克諾樂的始祖。
前衛時尚也是YMO的特色之一。在年輕人中引發一股潮流；特別是在初期的專輯封面和現場演出時三位成員所穿著的紅色人民服（根據高橋的設計，這是一款基於革命軍的時裝，因為形狀和中國的人民服極為相似），以及將鬢角剃的乾淨俐落被稱為「techno頭」的不對稱髮型也是源於對YMO成員髮型的效仿。
另外，YMO在演出時通過聲碼器和台下進行互動的方式也很出名。在YMO發行的現場專輯中可以聽到這種聲碼器互動。

## 成員

### 現任成員
細野晴臣（電貝斯、合成器）
細野在參加了樂隊April Fool、Happy End和Tin Pan Alley之後加入了YMO，是YMO的隊長和製作人，提出了YMO使用合成器和電腦進行製作的音樂風格。細野對宗教、民俗學和神秘主義都很有興趣，這些對於YMO的音樂也有一定影響。在演出時，細野大部份時間擔任貝斯手，有時也根據曲目需要以合成器代替貝斯進行演奏。在YMO散開（1983年第一次解散）之後的細野，在演出中採用多種曲風，特別是氛圍音樂和電子音樂。

### 離開成員
高橋幸宏（爵士鼓、主唱）
高橋在參加了樂隊Sadistic Mika Band、sadistics之後加入了YMO。而且，在演出中高橋以在敲鼓的同時擔當樂隊的主唱為特色。因為高橋同時兼具時裝設計師的身份，因而負責了YMO在演出時的舞台服裝。YMO散開之後，高橋在以個人身份進行演藝活動同時，和許多音樂家進行了合作和製作。Sadistic Mika Band時代的高橋，隨樂隊前往倫敦擔任羅西音樂的暖場樂團演出。是YMO組成時，唯一一位有海外演出經驗的成員。2023年1月病逝。
坂本龍一（電子琴）
坂本在以錄音師身分（參加了大滝詠一和山下達郎的專輯製作）從事音樂活動後加入YMO。除了演出，坂本龍一和松武秀樹一起負責了YMO的錄音和樂曲創作，並且一手包辦YMO在演出時樂曲的編曲工作。YMO散開之後，坂本以個人身份從事演藝活動，並且在電影配樂方面取得了成功。坂本從小開始學習鋼琴和作曲，畢業於東京藝術大學研究所。他有個綽號「教授」，是來自坂本在研究生時期高橋幸宏對他的調侃。2023年3月病逝。

## 經歷

### 【初期】 組成 ～ 世界巡演
在YMO組成之前，細野晴臣有構想過和作為鼓手的林立夫以及作為歌手的Mana一起組成一個翻唱他自己之前的作品“Yellow Magic Carnival”的組合。然而這個構想並沒有真正實現（後來Mana自己曾經翻唱過“Yellow Magic Carnival”），細野進而計劃通過他和林立夫以及佐藤博的組合翻唱Martin Denny的作品“Fire Cracker”，然而這個構想也由於佐藤的赴美而再次流產。
1978年2月19日，在為細野的個人專輯『はらいそ』中收錄的「ファム・ファタール」進行錄音時，細野晴臣、坂本龍一和高橋幸宏三個人第一次聚在一起。
在此之前，細野和坂本在1975年，為大瀧詠一的「福生ストラット Part II」錄音時就有過碰面。在1976年Tin Pan Alley的巡演中，細野還邀請坂本擔任過樂隊的伴奏嘉賓。另一方面，細野和高橋兩個人是學生時代就已結識的舊友。而在音樂上，他們之前的唯一一次合作是在高橋的樂隊Sadistic Mika Band在1975年日本搖滾音樂節演出時，細野代替小原禮參與了Sadistic Mika Band的演出。
三人第一次相聚，細野將坂本和高橋邀到自宅，三個人圍在被爐邊，邊吃烤飯糰（也有吃“鰹魚飯糰”或“蜜柑”的說法）邊聊天。細野向其他兩個人描述了新組合的概念，這個概念立即得到了坂本和高橋的贊同，YMO也由此誕生。當時，細野給兩人看了他寫的一個紙頭：“把Martin Denny的‘Fire Cracker’用合成器以Electronic·Chunky·Disco曲風重新編曲，這單曲在世界上能賣400萬張”。
樂團的成員決定之後，三個人也有讓横尾忠則加入YMO的設想。但實際上，當細野在一次記者會上將這種想法告訴橫尾時，橫尾卻不知為何以“不想加入”回絕了細野。作為初期的YMO標誌的燕尾服，甚至也準備了4套，然而最後橫尾卻沒有成為YMO的一員。
之後，在YMO結成之前就和坂本私交甚篤的合成器專家松武秀樹，被以客座伴奏的身份邀入YMO，他也一手操辦了之後成為YMO特色的合成器自動演奏。
YMO結成之後的一段時間，三位成員也以其他形式進行著自己的演藝活動。坂本和渡邊香津美一起結成了二人組「KYLYN」，並且舉行了「カクトウギ・セッション」演唱會（高橋幸宏和矢野顯子也於此進行過演出）。而高橋直到1979年6月都一直是Sadistics的成員。初期的YMO在新宿的許多爵士系LiveHouse，如「六本木ピット・イン」等，以YMO以外的名義作為客座嘉賓參與過矢野顯子的演出。另外三人還在「KYLYN」和「カクトウギ・セッション」的演出中演奏過YMO的作品並且一起參與了坂本的「千のナイフ發行紀念演出」。
1978年9月，以松武秀樹為客座伴奏，YMO在日本樂器池袋店東Shop舉行了首場演出。
1978年11月25日，YMO的出道專輯「Yellow Magic Orchestra」由Alfa Record正式發行。同年秋，Alfa Record與來自美國的唱片公司A&M Record成立了合作關係，12月3日-10日在紀伊國屋HALL舉行的演出中YMO受到了當時訪日的A&M副社長Tommy LiPuma的關注，由此也敲定了YMO在美國出道的事情，在之後發行的現場專輯「LIVE AT 紀伊国屋HALL 1978」附帶的小冊子中YMO也說明了此前決定即將在美國發行專輯的事情。
1979年5月30日，YMO的出道專輯在按照Tommy的建議混音之後以「Yellow Magic Orchestra （美國版）」的形式由A&M下屬的Tommy個人廠牌Horizon Record正式發售。混音由細野和美國著名的錄音師Al Schmitt合作完成。專輯的美國版在7月25日在日本開始發售(Oricon榜最高排名第20名)。與之前的日本版不同的是，坂本創作的無人聲作品“東風”不僅更名為“Yellow Magic”而且加入了吉田美奈子的人聲。1979年8月2日 - 8月4日YMO前往洛杉磯在GREEK THEATER作為The Tubes的暖場樂隊進行演出（這是樂團的首次出國演出）。雖然是暖場樂隊，但是演出之後全場觀眾起立要求樂團返場，這次演出使樂團受到了極高的讚譽。8月6日樂團又舉行了專場演出，從此之後YMO開始逐漸受到關注。
9月25日，雙碟專輯『SOLID STATE SURVIVOR』發售（當時，在美國發行之前因為之前合作的廠牌Horizon Record倒閉，所以原版專輯并沒有發售）。專輯在Oricon榜最高排名第1名，專輯銷量超過百萬張，在全球銷量超過200萬張。YMO的影響力也由此滲透到各個年齡層。專輯收錄的作品“TECHNOPOLIS”和“Rydeen雷電”也成爲了YMO的代表作。10月初，YMO名為「Trance・Atlantic・Tour」的世界巡演從倫敦開始。巡演中，日本國內媒體對演出投入了極高的關注度，各電視臺電臺相繼推出針對這次演出的特別節目。他們不刻意討好觀眾而專注寡言的演出以及他們所穿的類似紅色人民服的舞台裝扮等獨特前衛的風格也使他們受到了越來越多的關注。在回國時掀起了YMO熱潮，擁有國際名聲在外的YMO,在日本也因此以一種“逆輸入”的形式人氣暴漲。
到1980年，YMO已經成為日本最受歡迎的團體，他們的表演經常滿座。他們的第一張現場專輯“Public Pressure”在日本創下了歷史銷量新高，兩週內銷量達25萬張，而他們的下一張專輯“X∞Multiplies”在發行之前已經有20萬張預訂。同年，他們的專輯“Solid State Survivor”和“X∞Multiplies”連續七週在Oricon排行榜上排名前兩名，讓YMO成為日本唱片史上唯一能夠實現這一壯舉的樂隊。

### 2000年代
2000年代初期，細野和高橋在一個名為Sketch Show的項目中重組，而坂本龍一偶爾參加Sketch Show表演和錄音。他後來提出在他加入參與時把組合重新命名為Human Audio Sponge。2007年8月，樂隊再次改名為HASYMO或HAS / YMO，結合Human Audio Sponge與黃魔法管弦樂隊的名稱。

### 2010年代-至今
2023年1月11日，高橋因長期與腦瘤搏鬥而患上吸入性肺炎，享壽70歲。此外，與癌症作鬥爭的坂本於同年3月28日去世，享壽71歲。

## 主要作品

### 单曲
- "Firecracker" (1978, Japan;1979, US, UK)
- "Yellow Magic (Tong Poo)" (1978, Japan; 1979, UK)  (東風)
- "Computer Game" (1979) UK No. 17,US No. 60
- "Cosmic Surfin" (1979, US)
- "La Femme Chinoise" (1979, Europe)
- "Technopolis" (1979, Japan) – Japan No. 9（電音都市）
- "Rydeen" (1980, Japan; 1982, UK) – Japan No. 15 （雷電）
- "Behind the Mask" (1979, US; 1980, UK, Italy) (Lyrics: Chris Mosdell) （面具之後）
- "Nice Age" (1980, UK, Netherlands) (Lyrics: Chris Mosdell)
- "Tighten Up (Japanese Gentlemen Stand Up Please)" Japan No. 43
- "Cue" (1981, Japan, US)
- "Mass" (1981, Japan)
- "Taiso" (1982, Australia, Japan) （体操）
- "Pure Jam" (1982, Spain)
- "Kimi ni Mune Kyun" (1983, Japan) – Japan No. 2   君に、胸キュン。 (因為妳、而心動)
- "The Spirit of Techno / Kageki na Shukujo" (1983, Japan)[113] – Japan No. 15
- "Ishin Denshin (You've Got To Help Yourself)" (1983, Japan) – Japan No. 23 （以心電信）
- "Every Time I Look Around (I Hear The Madmen Call)" (1983)

### 录音室专辑
- 1978 Yellow Magic Orchestra
- 1979 Solid State Survivor
- 1980 ×∞ Multiplies (a.k.a. Zoshoku)（増殖）
- 1981 BGM
- 1981 Technodelic
- 1983 Naughty Boys
- 1983 Naughty Boys -Instrumental
- 1983 Service
- 1993 Technodon

### 现场专辑
- 1980 Public Pressure
- 1984 After Service
- 1991 Faker Holic
- 1992 Complete Service
- 1993 Technodon Live
- 1993 Live At The Budokan 1980
- 1993 Live At Kinokuniya Hall 1978
- 1995 Winter Live 1981
- 1996 World Tour 1980
- 1997 Live At The Greek Theatre 1979
- 2008 Euymo – Yellow Magic Orchestra Live in London + Gijon 2008
- 2015 No Nukes 2012

### 合辑
- 1984 Sealed
- 1992 Technobible
- 1992 Kyoretsu Na Rhythm
- 2000 YMO Go Home! : The Best of Yellow Magic Orchestra（细野晴臣选编）
- 2001 One More YMO: The Best of YMO Live （高桥幸宏选编）
- 2003 UC YMO: Ultimate Collection of Yellow Magic Orchestra（坂本龙一选编）
- 2011 YMO（YMO选编）